# Duka (Ungarn)
Duka ist eine ungarische Gemeinde im Kreis Celldömölk im Komitat Vas. Sie liegt fünf Kilometer westlich von Jánosháza.

## Geschichte
Die erste urkundliche Erwähnung des Ortes stammt aus dem Jahr 1290.

## Söhne und Töchter der Stadt
- Judit Dukai Takách (1795–1836), Dichterin
- György Zádor (1799–1866), Richter und Rechtswissenschaftler
- János Erdélyi (1955–2009), Filmregisseur

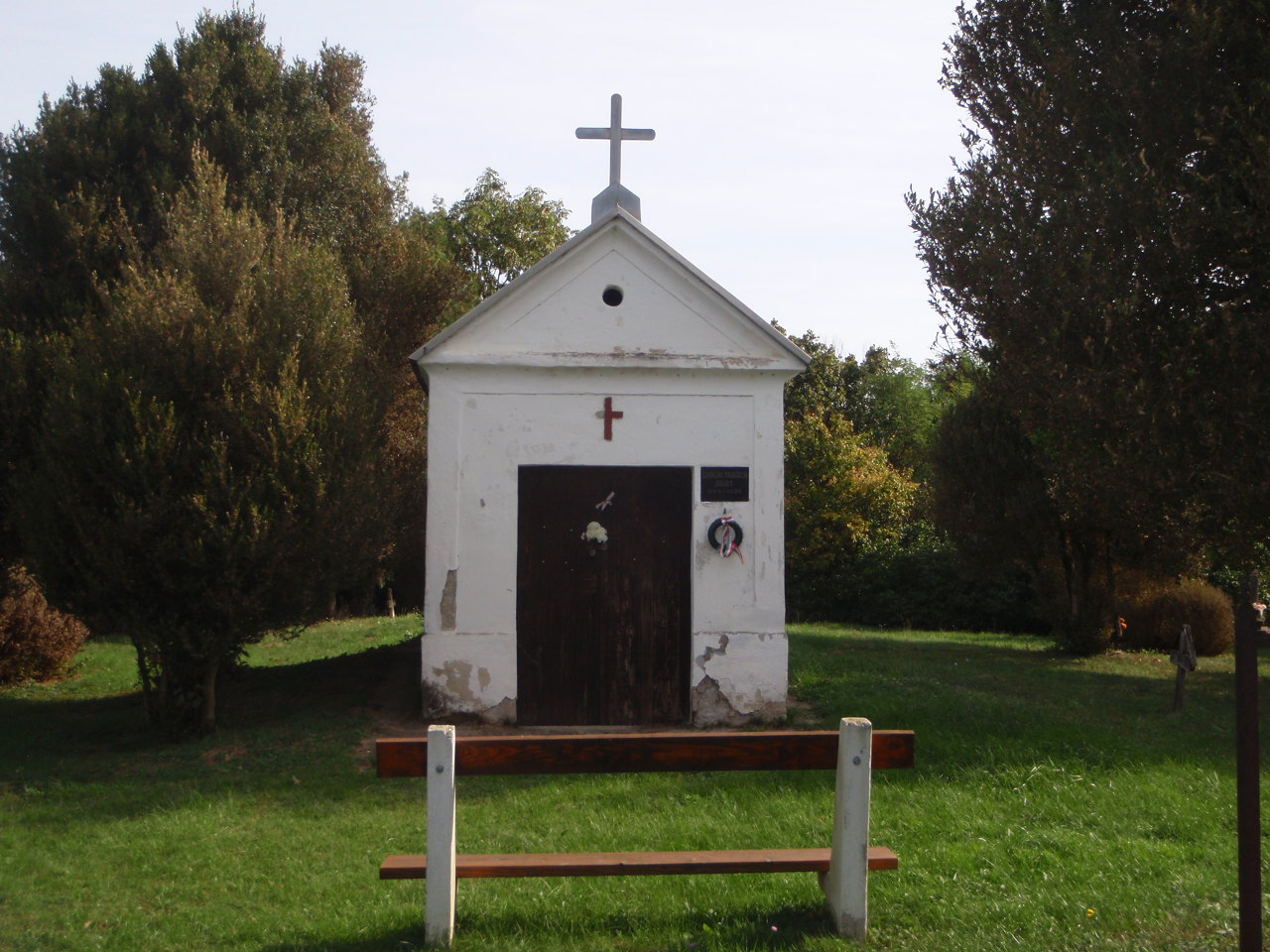
Grabstätte von Judit Dukai Takách in Duka

## Sehenswürdigkeiten
- Denkmal für Judit Dukai Takách (Dukai Takách Judit-emlékmű), errichtet 1979
- Grabmal der Brüder Varga (Varga testvérek síremléke), erschaffen 1923 von István Kollár
- Römisch-katholische Kirche Szűz Mária Szent Neve

## Verkehr
Durch Duka verläuft die Landstraße Nr. 8436. Südöstlich der Gemeinde kreuzen sich die Hauptstraße Nr. 8 und Nr. 84. Der nächstgelegene Bahnhof befindet sich in Jánosháza.